# Rhipidomys albujai
Rhipidomys albujai és una espècie de mamífer rosegador de la família dels cricètids. És endèmic dels contraforts orientals dels Andes a l'Equador. No se sap gaire cosa del seu hàbitat i la seva ecologia, però els seus congèneres del gènere Rhipidomys són animals arborícoles que habiten boscos tropicals i subtropicals. Es desconeix si hi ha cap amenaça significativa per a la supervivència d'aquesta espècie. Fou anomenat en honor del mastòleg equatorià Luis Albuja.